# Astia Walker
Astia Walker (* 4. April 1975 in Trelawny Parish) ist eine ehemalige jamaikanische Sprinterin.
Ihre größten Erfolge feierte sie in der jamaikanischen 4-mal-100-Meter-Staffel. Bei den Leichtathletik-Weltmeisterschaften 2001 in Edmonton gewann sie die Bronzemedaille. Ursprünglich hatte sie als Schlussläuferin der Staffel mit Juliet Campbell, Merlene Frazer und Beverly McDonald das Ziel in 42,40 s zwar nur als Vierte erreicht. Durch die nachträgliche Disqualifikation der US-amerikanischen Staffel wegen eines Dopingvergehens ihrer Läuferinnen Kelli White und Marion Jones rückten die Jamaikanerinnen aber in der Wertung um einen Rang auf. Außerdem holte Walker zusammen mit Elva Goulbourne, Juliet Campbell und Veronica Campbell-Brown in 42,73 s die Silbermedaille bei den Commonwealth Games 2002 in Manchester.
Als Einzelstarterin trat sie bei internationalen Meisterschaften auf verschiedenen Distanzen an. 1997 erreichte sie bei den Leichtathletik-Weltmeisterschaften in Athen das Halbfinale im 100-Meter-Hürdenlauf. Bei den Olympischen Spielen 2000 in Sydney trat sie im 200-Meter-Lauf an, schied jedoch in der Viertelfinalrunde verletzt aus. 2001 gewann sie bei den Zentralamerika- und Karibikmeisterschaften die Silbermedaille im 100-Meter-Lauf, bei den Weltmeisterschaften in Edmonton scheiterte sie über dieselbe Distanz im Viertelfinale.
Astia Walker hatte bei einer Körpergröße von 1,80 m ein Wettkampfgewicht von 60 kg.

## Bestleistungen
- Freiluft:
  - 100 m: 11,28 s, 22. Juni 2001, Kingston
  - 200 m: 22,79 s, 8. August 2000, Linz
  - 100 m Hürden: 12,82 s, 20. August 2000, Leverkusen
- Halle:
  - 60 m: 7,41 s, 16. Januar 1999, Baton Rouge
  - 200 m: 23,15 s, 1. März 1998, Baton Rouge
  - 60 m Hürden: 8,07 s, 7. Februar 2003, Chemnitz